# Кавур, Камилло Бенсо
Граф Ками́лло Бе́нсо ди Каву́р (итал. Camillo Benso conte di Cavour; 10 августа 1810[…], Турин, По — 6 июня 1861[…], Турин) — итальянский государственный деятель, премьер-министр Сардинского королевства, сыгравший исключительную роль в объединении Италии под властью сардинского монарха. Первый премьер-министр Италии. Подписал Парижский мирный договор (30.03.1856), завершивший Крымскую войну.

## Биография

### Ранние годы
Камилло Бенсо ди Кавур родился 10 августа 1810 года в Турине, второй сын маркиза Микеле Кавура.
Во время обучения в Военной королевской академии в Турине Кавур был пажом наследного принца Карла-Альберта. Рано проявившаяся независимость характера заставляла его тяготиться этим положением: окончив курс академии и получив чин лейтенанта корпуса инженеров, он открыто выражал своё удовольствие тем, что сбросил с себя «ливрею», чем навлёк на себя недовольство принца. Первые годы служебной деятельности Кавура были посвящены возведению военных укреплений.
Выходец из аристократической среды, Кавур стал олицетворением пьемонтского обуржуазившегося дворянства. Перестроив на капиталистической основе своё поместье, он развернул торговлю сельскохозяйственной продукцией и одновременно активно участвовал в банковских, коммерческих, промышленных начинаниях, в железнодорожном строительстве.
Мечтая о лучшем будущем для своей родины, Кавур надеялся на подъём патриотических настроений в Италии под влиянием Июльской революции во Франции; разочарованный в своих надеждах, он с горечью выражал осознание того, что его страна, сдавленная с одной стороны австрийскими штыками, с другой — папскими отлучениями, неспособна сама справиться со своими бедами.
Его политические взгляды привели к отправке его в форт Бар для наблюдения за простыми работами по возведению стен. В 1831 году он вышел в отставку и занимался главным образом сельским хозяйством в имениях своего отца. В 1834 году посетил Швейцарию, Францию и Англию. Пребывание во Франции поселило в нём уверенность в неизбежности торжества демократии, а Англия возбудила в нём глубокое преклонение перед её свободным политическим строем и хорошо развитым духом частной инициативы.
В 1837—1839 годах Кавур с большой энергией занимался устройством школ и приютов.
Первой литературной работой Кавура была статья о налоге в пользу бедных в Англии, затем он написал ряд статей по агрономическим вопросам, по английскому законодательству в области хлебной торговли, по железным дорогам.

### Политическая карьера
Когда в 1847 году обнаружилась готовность короля Карла-Альберта приступить к реформам, Кавур тотчас явился в Турин и здесь, при содействии Чезаре Бальбо и других реформистов, основал газету «Il Risorgimento».
В январе 1848 года на собрании журналистов и политических деятелей, созванном для поддержания ходатайства генуэзцев об основании национальной гвардии и изгнании иезуитов, Кавур выступил с заявлением о том, что прежде всего нужна конституция, которая укрепила бы власть, дав ей новую основу. Требование Кавура было поддержано влиятельными реформистами, которым удалось положить конец нерешительности Карла-Альберта. В марте 1848 года конституция была опубликована; Кавур был назначен членом комиссии по разработке избирательного закона. После революции в Милане Кавур решительно высказывался за войну с Австрией.
На первых выборах в представительное собрание в апреле 1848 года Кавур потерпел неудачу, но на дополнительных был избран по четырём округам. Не обладая блестящим ораторским талантом, Кавур не замедлил, однако, приобрести влиятельное положение в парламенте благодаря своим основательным знаниям в различных вопросах управления. Принадлежа к правым, в неспокойное время военных неудач он горячо поддерживал правительство в парламенте и в печати, поэтому многим казался реакционером. На выборах в январе 1849 года Кавур был забаллотирован, но вскоре снова избран от Турина. Выступив с решительной защитой свободы печати, Кавур собрал вокруг себя значительное число сторонников либеральной политики и стал главой группы умеренных правых.
В 1850 году занял пост министра земледелия и торговли и заключил торговые договоры с Францией, Бельгией и Англией, основанные на принципах свободной торговли. Приняв в апреле 1851 года и управление финансами, Кавур получил заём в Англии и провёл реформу таможенных тарифов. Фактически мало-помалу он стал главным лицом в кабинете Д’Адзельо и сблизился с умеренными левыми.

### Премьер-министр Пьемонта-Сардинии
В мае 1852 года правительство подало в отставку, и Д’Адзельо сформировал новый кабинет, без участия Кавура. Это правительство не нашло, однако, поддержки у либералов и вынуждено было подать в отставку; после тщетных попыток образовать консервативное правительство король вынужден был обратиться к Кавуру, который и стал президентом совета министров и министром финансов. Во внутренней политике первые годы работы Кавура ознаменовались ещё большим сближением его с либералами, установлением полной свободы хлебной торговли, реформой уголовного кодекса, расширением сети железных дорог и т. д.
Сторонник либерально-буржуазного строя, Кавур считал необходимым условием его утверждения ускоренный рост капиталистической экономики, стимулируемый политикой свободной торговли и активным развитием транспорта и банков. Став премьер-министром, Кавур энергично приступил к проведению такой политики. Пьемонтское правительство заключило торговые договоры с ведущими государствами, снизило таможенные тарифы, содействовало строительству железных дорог, шоссе и каналов; были укреплены финансовая система и кредит. Эти меры способствовали капиталистическому развитию сельского хозяйства, остававшегося ещё основой экономики Пьемонта, и активизировали промышленность.
Её главной отраслью являлось текстильное (особенно хлопчатобумажное) производство. Оживление затронуло также металлургию и машиностроение, в котором численность занятых к началу 1860-х годов (10 тысяч человек) выросла в 6—7 раз по сравнению с 1840-ми годами. Резко увеличилась внешняя торговля, в частности ввоз угля, железа, рельсов и машин. В 1859 году длина железных дорог в Пьемонте превысила 900 км (против 8 км в 1848 году), что составляло около половины протяжённости железных дорог во всей Италии. Таким образом, в 1850-е годы Пьемонт стал развиваться значительно быстрее, чем большинство итальянских государств. Одновременно в политическом плане произошло сплочение либеральных сил Пьемонта благодаря заключению в парламенте союза между умеренными либералами во главе с Кавуром и левыми либералами, за которыми стояла аграрная и торговая буржуазия.

### Международная политика
Главное внимание Кавура было направлено на международную политику. В феврале 1853 года, когда Австрия наложила арест на имения ломбардо-венецианских эмигрантов, натурализированных в Сардинии, в меморандуме, разосланном иностранным державам, Кавур протестовал против этой меры и требовал, чтобы Австрия доказала виновность эмигрантов. Последствием этого решительного шага была приостановка дипломатических сношений с Австрией. Вместе с тем, Кавур испросил у парламента кредит для оказания помощи эмигрантам. Результатом принятых мер было усиление нравственного авторитета Пьемонта в глазах патриотов всей Италии. Заботясь о поднятии международного значения Сардинии, Кавур склонил Виктора-Эммануила принять вместе с Францией и Англией активное участие в Крымской войне 1854—1855 г.

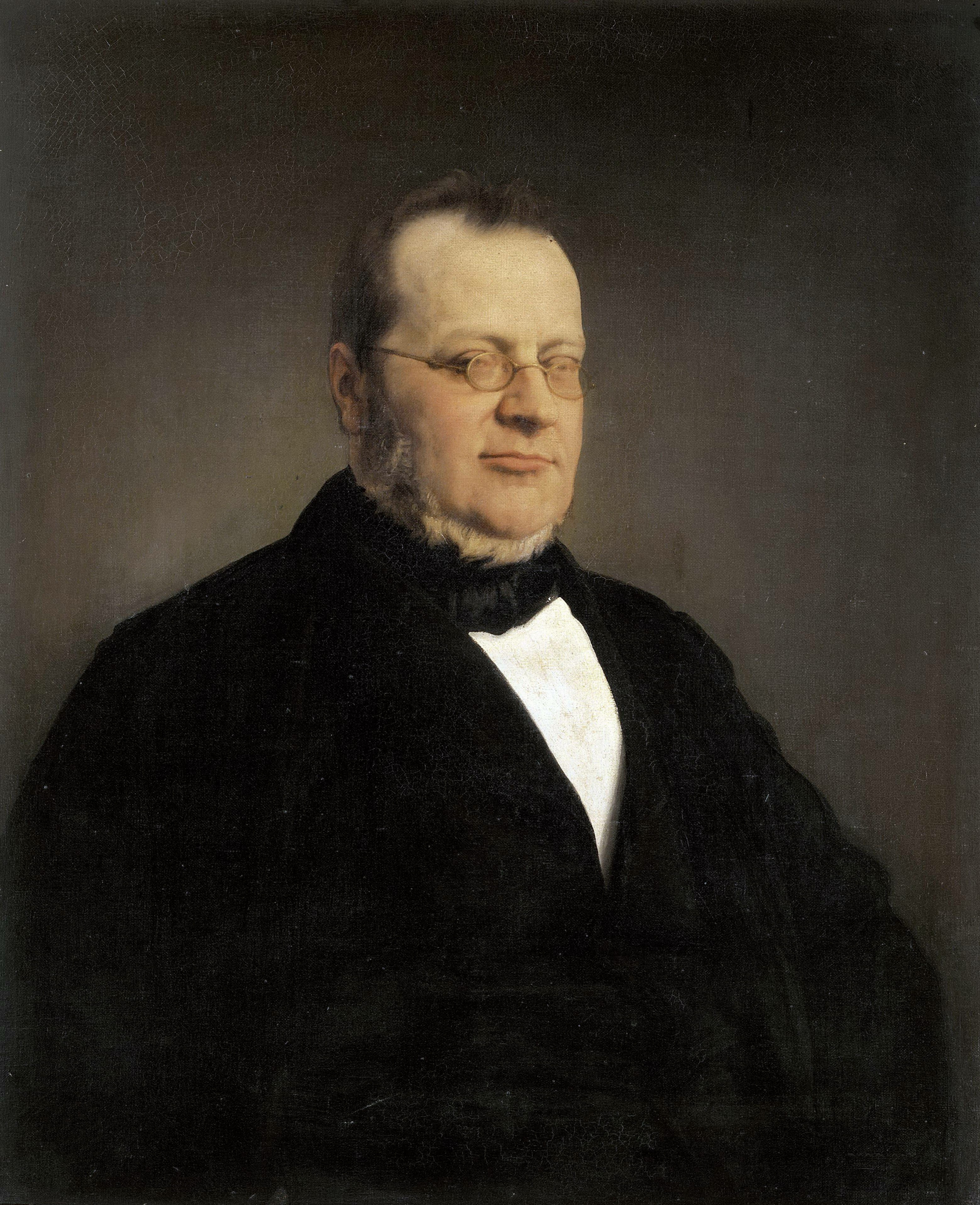
Портрет кисти Франческо Айеца. 1864 год

Приняв под своё непосредственное начало министерство иностранных дел, Кавур, не без усилий, добился от парламента согласия на заключение союза с Францией и Англией, после чего в Крым был отправлен 18-тысячный корпус под командой Ла-Марморы.
Благодаря этому Пьемонт в лице Кавура был допущен к участию в Парижском конгрессе 1856 года по окончании Крымской войны. Кавуру удалось добиться включения итальянского вопроса в повестку дня Парижского конгресса. Его обсуждение оказалось практически безрезультатным, но сам факт, что Пьемонт открыто выступил в защиту итальянских национальных интересов, произвёл большое впечатление на общественное мнение в Италии.
Ближайшей целью политики Кавура стало затем сближение с Францией, при помощи которой он намеревался вытеснить Австрию из Италии, а внутри страны — усиление армии и флота, возведение укреплений и усовершенствование путей сообщения с целью подготовки к войне с Австрией. Отношения с последней продолжали быть натянутыми; несмотря на то, что в январе 1857 года она сняла секвестр с имений эмигрантов, через два месяца вновь произошёл полный дипломатический разрыв с Сардинией.
В июле 1858 года — при личном свидании в Пломбьере между Наполеоном III и Кавуром было заключено соглашение, по которому Франция обязывалась содействовать присоединению к Пьемонту ломбардо-венецианских провинций вплоть до Адриатического моря, при условии уступки Франции Савойи и Ниццы. Решив начать действия против Австрии весной 1859 года, Кавур был сильно смущён, когда обнаружил нерешительность Наполеонa и готовность избежать столкновения с Австрией.
Наполеон склонялся к принятию предложения России о созвании конгресса и требовал немедленного согласия на то Сардинии. Кавур желал, чтобы по крайней мере Сардиния была допущена на этот конгресс на одинаковых с Австрией условиях; но за ней признавался лишь совещательный голос, на что Кавур не мог согласиться. Одно время Кавур пришёл в такое отчаяние, что был близок к самоубийству; но обстоятельства неожиданно приняли иной оборот.
Австрия решила обратиться к Сардинии с ультиматумом, который был получен 23 апреля, а 26 Кавур отверг его; война стала неизбежной.

### Война за объединение Италии
Ещё в 1830-е годы Кавур пришёл к убеждению о необходимости «скорейшего освобождения итальянцев от угнетающих их варваров» (то есть австрийцев). Однако он полностью отвергал путь народной революционной борьбы за независимость, а создание единой Италии казалось ему делом столь отдалённого и туманного будущего, что ещё в 1856 году он считал призывы к объединению страны «глупостью». Реальную цель Кавур усматривал в изгнании австрийцев из Ломбардии и Венеции и включении их, а также Пармы и Модены в состав Сардинского королевства. Однако начавшаяся Австро-итало-французская война в конечном итоге способствовала объединению Италии.
В июне, после битвы при Мадженте, Кавур был вызван королём в Милан, население которого устроило ему восторженный приём. Кавур был до крайности поражён Виллафранкским миром и тотчас же подал в отставку. Совершив непродолжительную поездку в Савойю и Швейцарию, Кавур вернулся (в августе 1859 года) в Пьемонт с твёрдой решимостью идти к осуществлению своих планов.

«Меня обвиняют в том, что я — революционер, но прежде всего нужно идти вперед, и мы пойдем вперед»,

 — говорил он.
Неспокойные настроения в стране не затихали, и Кавур воспользовался им для того, чтобы развить движение в пользу присоединения к Сардинии Эмилии и Тосканы.
Нация продолжала видеть в Кавуре выразителя своих стремлений и открыто выражала желание снова видеть его у власти. Правительство Ла-Марморы и Раттацци подало в отставку, и Кавур в январе 1860 года опять стал во главе правительства. Через несколько дней он разослал дипломатическим агентам циркуляр, в котором заявлял, что правительство не в силах остановить естественное и неизбежное течение событий.
Королевские декреты 18 и 22 марта возвестили о присоединении Эмилии и Тосканы. Вслед за тем Кавур и французский уполномоченный подписали трактат об уступке Франции Савойи и Ниццы при условии согласия парламента и самого населения этих областей. Хотя Венеция оставалась за Австрией, и таким образом принятое Наполеоном в Пломбьере обязательство не было исполнено полностью, Кавур счёл нужным уступить Савойю и Ниццу ввиду состоявшегося присоединения двух провинций, не предусмотренного пломбьерским соглашением.

### Противостояние с Гарибальди

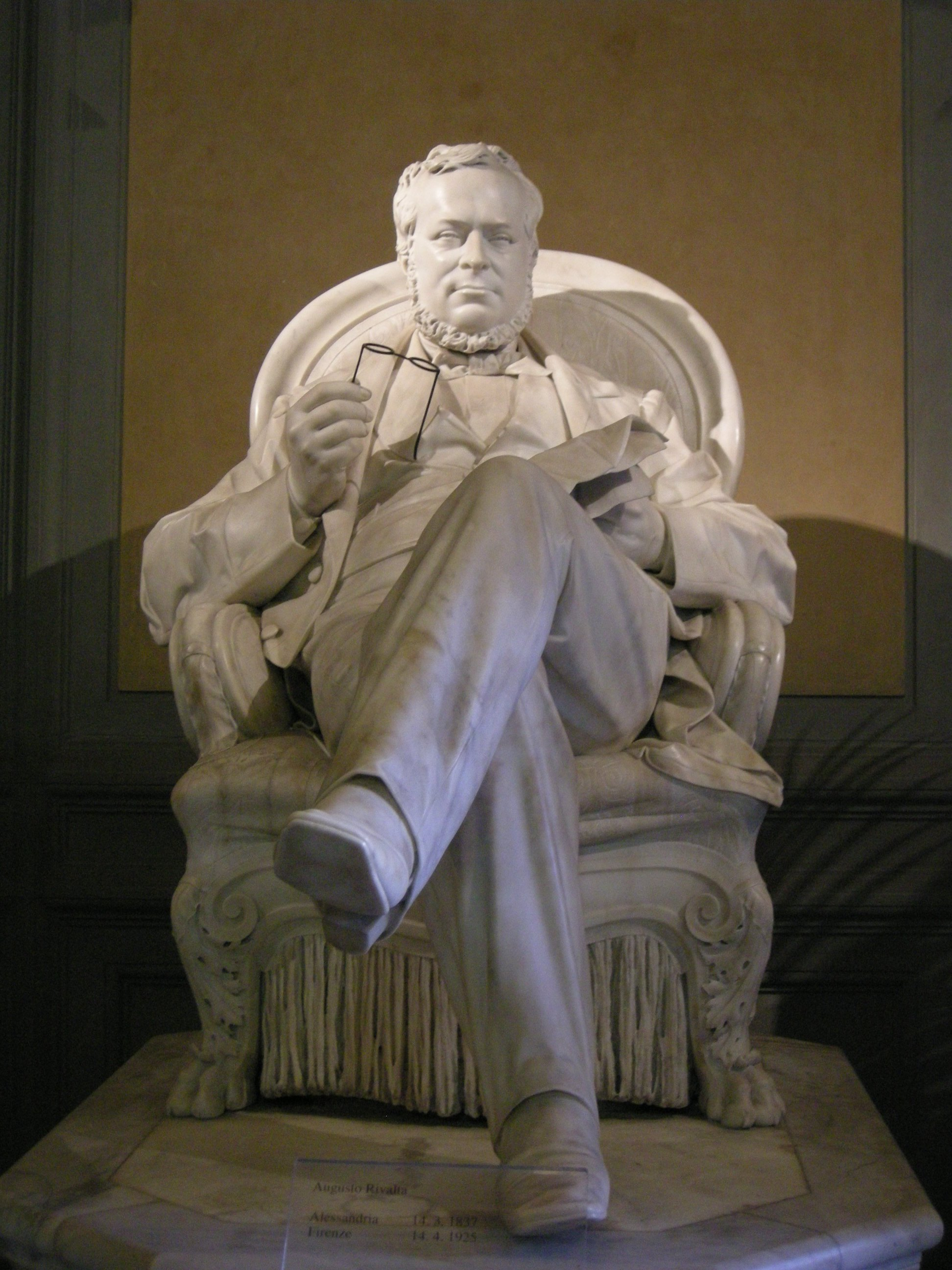
Статуя Кавура работы А. Ривальты

Противоборство либералов-монархистов и демократов вылилось в острый конфликт между Кавуром и Гарибальди. Предпринятая Гарибальди экспедиция на Сицилию в мае 1860 года создала Кавуру немалые затруднения. После освобождения Сицилии Кавур признал, что «Гарибальди оказал Италии величайшие услуги, какие только человек может оказать родине»; когда же Гарибальди отказался от немедленного присоединения Сицилии к Пьемонту, Кавур стал обвинять его в том, что он сомкнулся с «людьми революции» и «сеет на своём пути беспорядок и анархию». Гарибальди же, питая взаимную неприязнь к Кавуру, главным образом из-за уступки Ниццы, не желал выполнять его требований и в порыве увлечения успехом, особенно после овладения Неаполем, настаивал на необходимости идти на Рим, чтобы там провозгласить Виктора-Эммануила королём независимой и единой Италии. Это неизбежно привело бы к разрыву с Францией, которого Кавур находил нужным избежать.
Чтобы не допустить марша Гарибальди в Центральную Италию и дальнейшего усиления демократов, Кавур, которому крушение Бурбонов придало смелости и заставило его поверить в возможность скорого объединения Италии, решил опередить демократов и частично осуществить выдвинутые ими же задачи. Таким образом, Кавур признавал необходимым, чтобы регулярное правительство закончило дело, начатое революцией, и решил овладеть папскими провинциями, отделявшими Северную Италию от Южной, чего и удалось достигнуть после непродолжительной кампании. Он убедил Наполеона III в необходимости быстрых действий для предотвращения революции в Папском государстве. С согласия французского императора пьемонтские войска спустя три дня после вступления Гарибальди в Неаполь вторглись в папские владения и заняли их большую часть — провинции Марке и Умбрию. В октябре, после того как Гарибальди нанёс поражение бурбонским войскам у Вольтурно, пьемонтская армия вступила на неаполитанскую территорию, преградив Гарибальди путь на Рим. Национальный парламент, созванный в Турине 2 октября 1860 года, высказался за политику Кавура.
Став во главе армии, Виктор-Эммануил 15 октября вступил на неаполитанскую территорию, население которой вслед за тем высказалось в пользу присоединения. В феврале 1861 года в Турине собрались представители всех областей Италии, за исключением Рима и Венеции, а 4 марта Виктор-Эммануил был единогласно провозглашён королём Италии.
Последним актом политической деятельности Кавура было провозглашение необходимости сделать Рим столицей Италии. Едва Кавур начал переговоры с французским правительством по вопросу о Риме, как 29 мая он заболел, а 6 июня 1861 года скончался, предположительно от малярийной лихорадки. Существует знаменитая фраза графа Камилло ди Кавура, сказанная в 1861 году:
 «Италию мы создали, теперь надо создавать итальянцев». 

## Личная жизнь и характер
Несмотря на многочисленные романы Кавура со знатными итальянками своего времени, семьёй он не обзавёлся. Известный гурман, устраивал у себя дома гастрономические приёмы. Считается, что в бытность мэром Гринцане (с 1832 по 1848 годы) именно Кавур инициировал переход местных фермеров от производства сладкого вина к производству вина сухого, которое ныне известно всему миру под названием Бароло. Замок в Гринцане, где сохранились апартаменты Кавура, в 2014 году был вместе с близлежащими виноградниками включён ЮНЕСКО в список Всемирного наследия.

## Названы в честь Кавура
- Гринцане-Кавур — населённый пункт
- Cavour (550) — авианосец
- Дредноут RN Conte di Cavour
  - Класс дредноутов ВМС Италии